# Johann Ludwig von Cobenzl

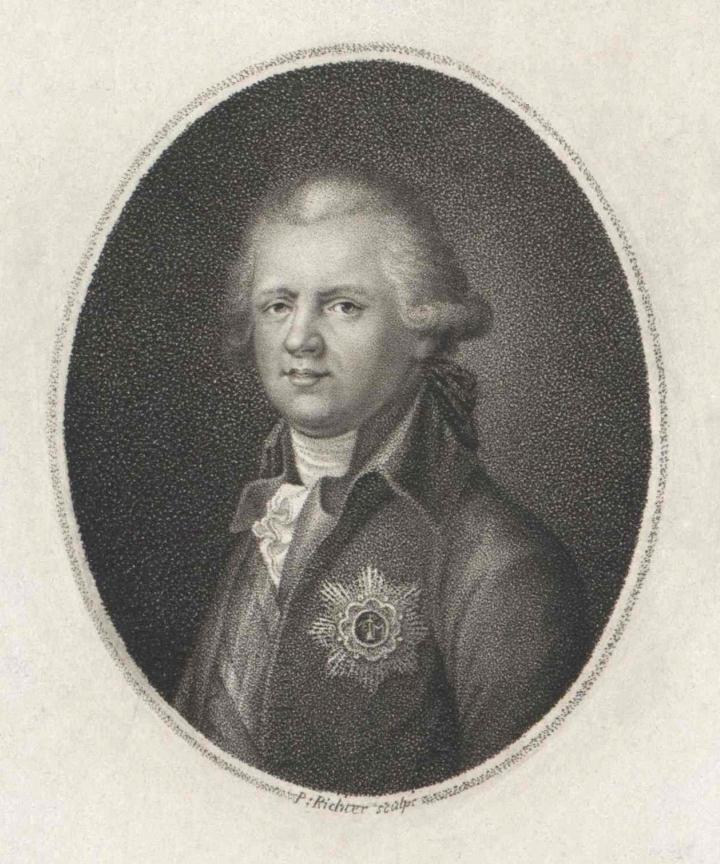
Ludwig Graf von Cobenzl, Stich von P. Richter. Cobenzls Unterschrift:

Johann Ludwig von Cobenzl

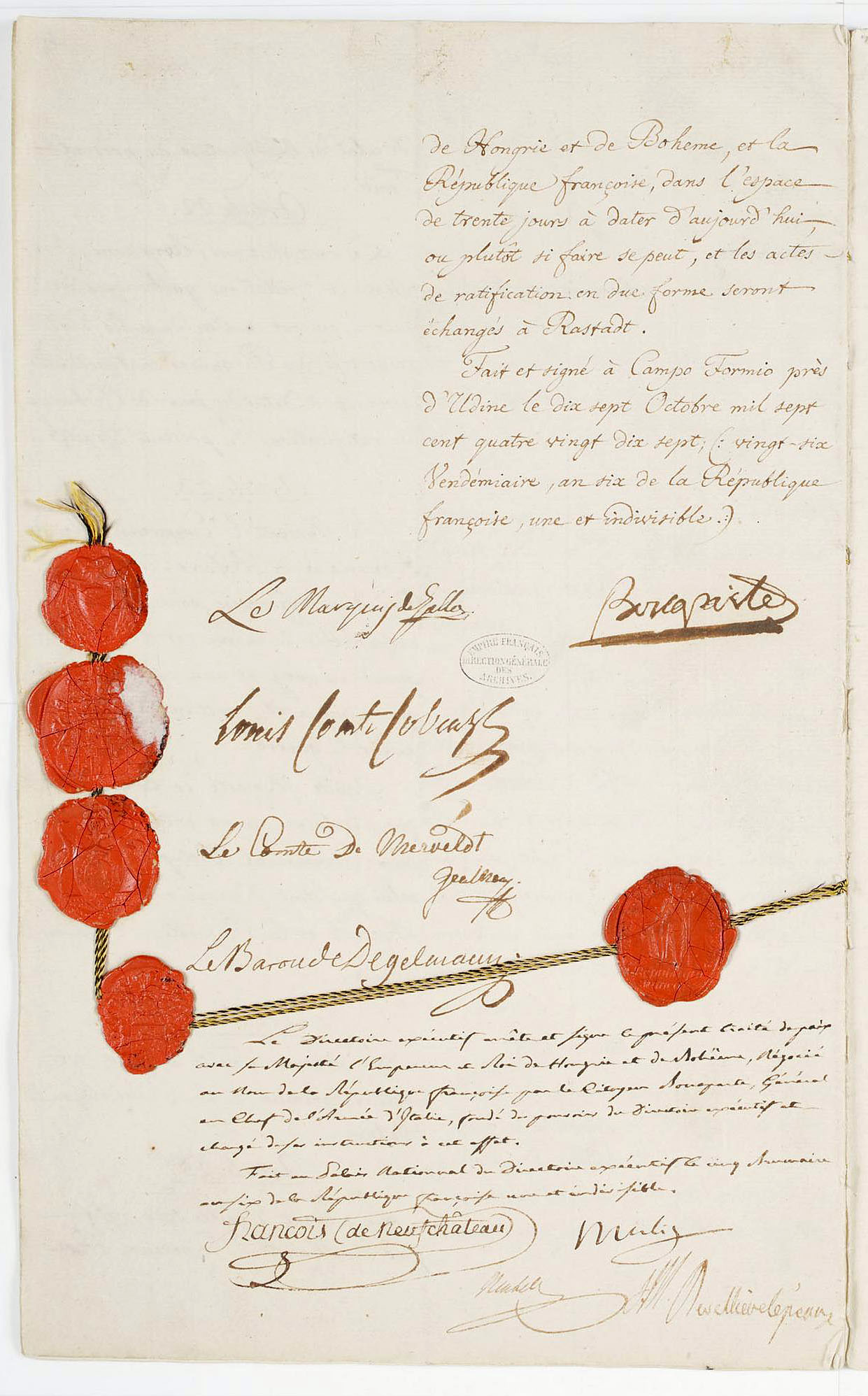
Frieden von Campo Formio mit Unterschrift von Johann Ludwig Graf Cobenzl („Louis Comte Cobenzl“)

Johann Ludwig Graf von Cobenzl (auch: Johann Ludwig Joseph Graf Cobenzl) (* 21. November 1753 in Brüssel; † 22. Februar 1809 in Wien) war ein österreichischer Staatsmann.

## Leben
Johann Ludwig war eines von zehn Kindern des österreichischen Ministers Johann Karl Philipp Graf Cobenzl (1712–1770), aus dem uradeligen Kärntner Adelsgeschlecht Cobenzl, und seiner ersten Ehefrau Maria Theresia, Gräfin von Palffy (1719–1771). 1772 trat Johann Ludwig Cobenzl in den österreichischen Staatsdienst und war unter Gouverneur Johann Anton Graf Pergen im neu erworbenen Königreich Galizien und Lodomerien tätig. 1774 wurde er bereits Gesandter in Kopenhagen, 1777 in Berlin und 1779 in Sankt Petersburg, wo er bis 1797, ab 1786 als Botschafter, arbeitete und in den vertrauten Kreis um die Kaiserin Katharina II. aufgenommen wurde. Im September 1795 schloss er für Österreich das Bündnis mit Großbritannien und Russland gegen Frankreich und verhandelte 1797 mit Napoléon Bonaparte in Udine. Am 17. Oktober 1797 unterzeichnete er den Frieden von Campo Formio. Da er als Unterhändler für die Friedensverhandlungen erkrankte, schloss sein Vetter Johann Philipp Graf Cobenzl als österreichischer Vizestaatskanzler 1779 den Frieden von Teschen ab, der den Bayerischen Erbfolgekrieg beendete. Anschließend begab sich Cobenzl zum Rastatter Kongress und leitete die Verhandlungen, die 1801 zum Friedensvertrag von Lunéville führten, die den Krieg der zweiten Koalition beendete.
Cobenzl wurde nun zum Staatsvizekanzler und Minister für auswärtige Angelegenheiten ernannt. Im November begleitete er den Hof nach Olmütz. Er legte seine Ämter 1805 nach dem Frieden von Pressburg nieder.
Er war ein entschiedener Verfechter der absolutistischen Monarchie und erbitterter Gegner der Französischen Revolution.
Cobenzl war seit 1774 mit Maria Theresia Johanna, Gräfin de Monte l’Abbate, verheiratet, mit der er mehrere Kinder hatte, darunter als männlichen Nachkommen Carl Ludwig Graf Cobenzl. Sein Grabdenkmal befindet sich im Gräberhain des Währinger Parks.